# End Poverty in California
Pour les articles homonymes, voir EPIC.

Ajout d'image

EPIC (acronyme de End Poverty in California) est un mouvement politique d'inspiration socialiste fondé en 1934 par l'écrivain Upton Sinclair, puis intégré au parti démocrate, au titre duquel Sinclair se présenta au poste de gouverneur de l'État de Californie. Violemment combattu par la droite républicaine, il échoua dans ce qui reste connu comme la campagne du siècle.
Robert A. Heinlein prit une part active dans la campagne de 1934, et devint rédacteur en chef du bulletin EPIC News, qui tirait à près de deux millions d'exemplaires, puis se présenta lui-même au titre d'EPIC, également sans succès, à l'assemblée californienne lors des élections de 1938.
EPIC obtint plusieurs sièges au Congrès lors des élections de 1936, notamment celui de Jerry Voorhis.